# Oxycera turcica
Oxycera turcica är en tvåvingeart som beskrevs av Ustuner och Hasbenli 2004. Oxycera turcica ingår i släktet Oxycera och familjen vapenflugor.
Artens utbredningsområde är Turkiet. Inga underarter finns listade i Catalogue of Life.